# 汪鏞
汪鏞（?—?），字東序、號芝田，山東歷城縣（今山東省濟南市）人，清朝政治人物、榜眼。
乾隆四十年（1775年），登進士一甲二名進士，改翰林院編修。乾隆四十四年（1779年），任廣東鄉試副考官。乾隆四十五年（1780年），任陝甘學政。嘉慶二年（1797年），改湖廣道監察御史。嘉慶四年（1799年），任掌湖廣道監察御史、會試同考官。嘉慶七年（1802年），任禮科給事中。嘉慶十二年（1807年），任兵科給事中、通政使司參議。次年，任大理寺少卿、光祿寺卿，后任順天府府丞。